# Левченко, Николай Александрович
Никола́й Алекса́ндрович Ле́вченко (укр. Микола Олександрович Левченко; род. 16 октября 1979, Донецк) — украинский политик, народный депутат Украины VII созыва, кандидат исторических наук.

## Ранние годы
Николай Левченко родился 16 октября 1979 года в городе Донецк. В 1996 году поступил в Донецкий национальный университет на исторический факультет и окончил его в 2001 году по специальности «международные отношения». В 2000 году поступил на второе высшее образование в Донецкий институт внутренних дел на факультет правоведения, который окончил в 2003 году. В этом же году защитил кандидатскую диссертацию по истории. После окончания исторического факультета в 2001 году работал учителем истории в донецкой школе № 72, в 2002 году — директором PR-агентства ООО «Общественный диалог».

## Политическая деятельность
В 1998 году Николай Левченко был избран депутатом Куйбышевского районного совета города Донецка.
В октябре 2001 года избирается 1-м заместителем председателя Донецкой областной организации Союза молодёжи регионов.
В марте 2002 года избирается депутатом Донецкого городского совета.
С февраля 2003 года работал в должности начальника управления по связям с общественностью Донецкого городского совета.
С 2004 по 2010 год избирался секретарём Донецкого городского совета IV, V, VI созывов. В апреле 2006 года повторно избран секретарём Донецкого городского совета 5-го созыва. В 2008 году избран заместителем председателя Донецкой областной организации партии Регионов Украины. Стал известен широкой аудитории после заявления 21 февраля 2007 года о том, что государственным языком на Украине должен быть только русский язык. Высказывание Левченко вызвало острые дискуссии, с его критикой выступили такие украинские политики, как Тарас Черновол и Анна Герман.
В 2008 году избран заместителем председателя Донецкой областной организации Партии регионов Украины.

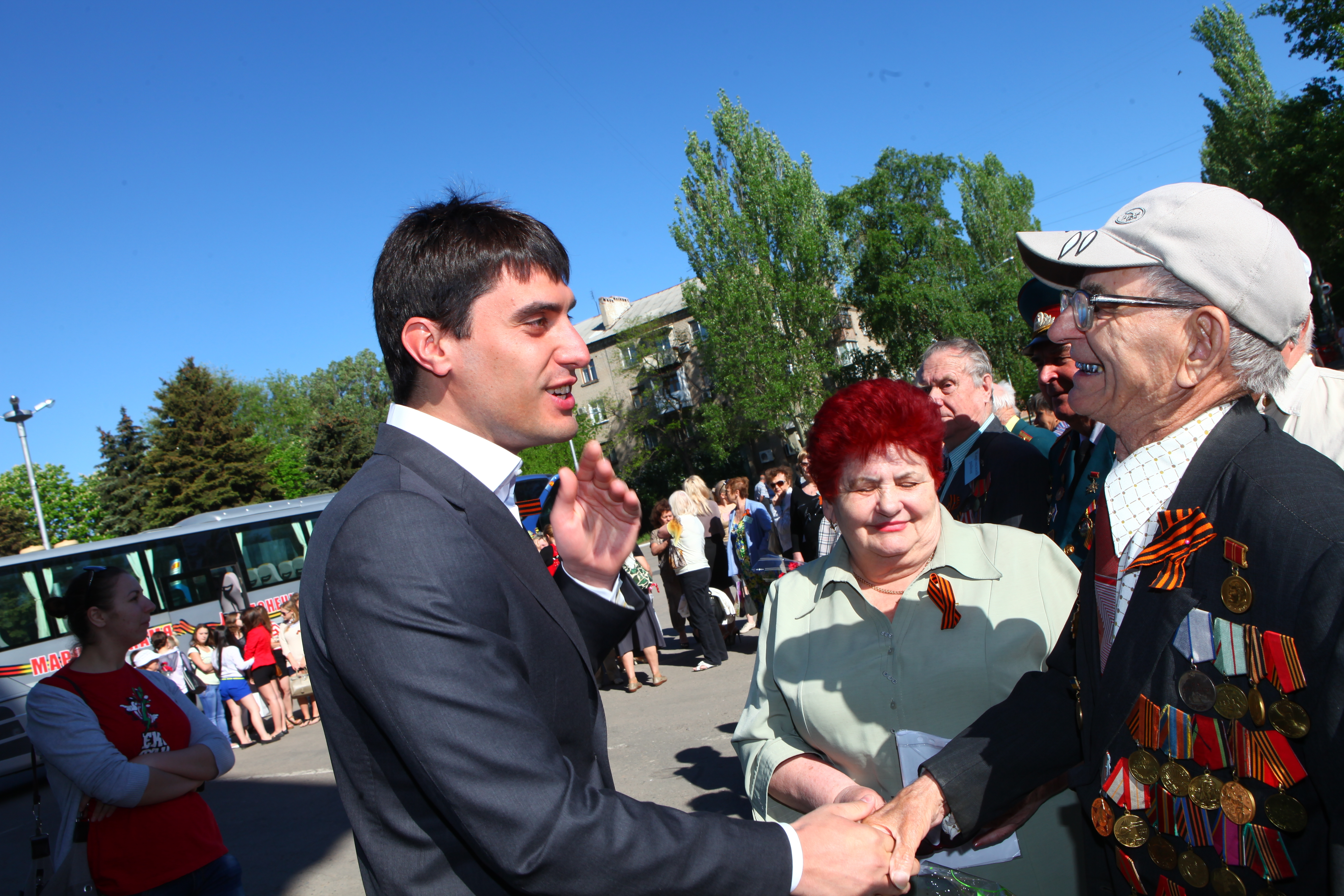
Встреча с избирателями

С 2012 по 2014 год — народный депутат Украины VII созыва, Председатель подкомитета по вопросам внесения изменений в Конституцию Украины и Конституции Автономной Республики Крым, конституционному законодательству, оценки соответствия законопроектов и проектов других актов Верховной Рады Украины Конституции Украины Комитета Верховной Рады Украины по вопросам правовой политики.
В 2014 году — председатель Донецкой областной организации Партии регионов.
Будучи народным депутатам Украины внёс на рассмотрение Верховной Рады Украины ряд законопроектов, направленных на децентрализацию власти и расширение полномочий органов местного самоуправления.

### Протесты на востоке Украины
Во время протестов в Донецке в 2014 году Левченко присутствовал на заседании Донецкого городского совета 28 февраля 2014 года. На этом заседании с ультиматумом выступил лидер «Народного ополчения Донбасса» Павел Губарев, который потребовал объявить городской совет единственным легитимным органом власти города. В ультиматуме также было сказано, что в случае невыполнения этих требований «Народное ополчение Донбасса» признаёт нелегитимным Донецкий городской совет и всех его депутатов и готово «принять адекватные меры с целью делегитимизации городского совета, а также каждого депутата в отдельности». По заявлению Губарева, сделанному в 2015 году, после оглашения ультиматума Левченко при личной встрече угрожал  организации Губарева, утверждая, что расправится с «губаревцами» в два счета, если «Народное ополчение Донбасса» пойдёт на штурм Донецкой областной государственной администрации. Губарев также утверждал, что Левченко продемонстрировал пистолет и автомат, которые принес с собой на встречу. После ареста Губарева, Левченко угрожал расправой его жене (по словам Губарева). Данные факты приводятся только в книге Губарева "Форум Донбасс" и не потверждены другими независимыми источниками, а также самим Левченко.
С 2016 года Левченко директор Международного благотворительного фонда «Донбасс без оружия».

## Семейное положение
Женат (Левченко Алиса Вадимовна). Имеет пятеро детей (4 сына и 1 дочь).

## Известные высказывания

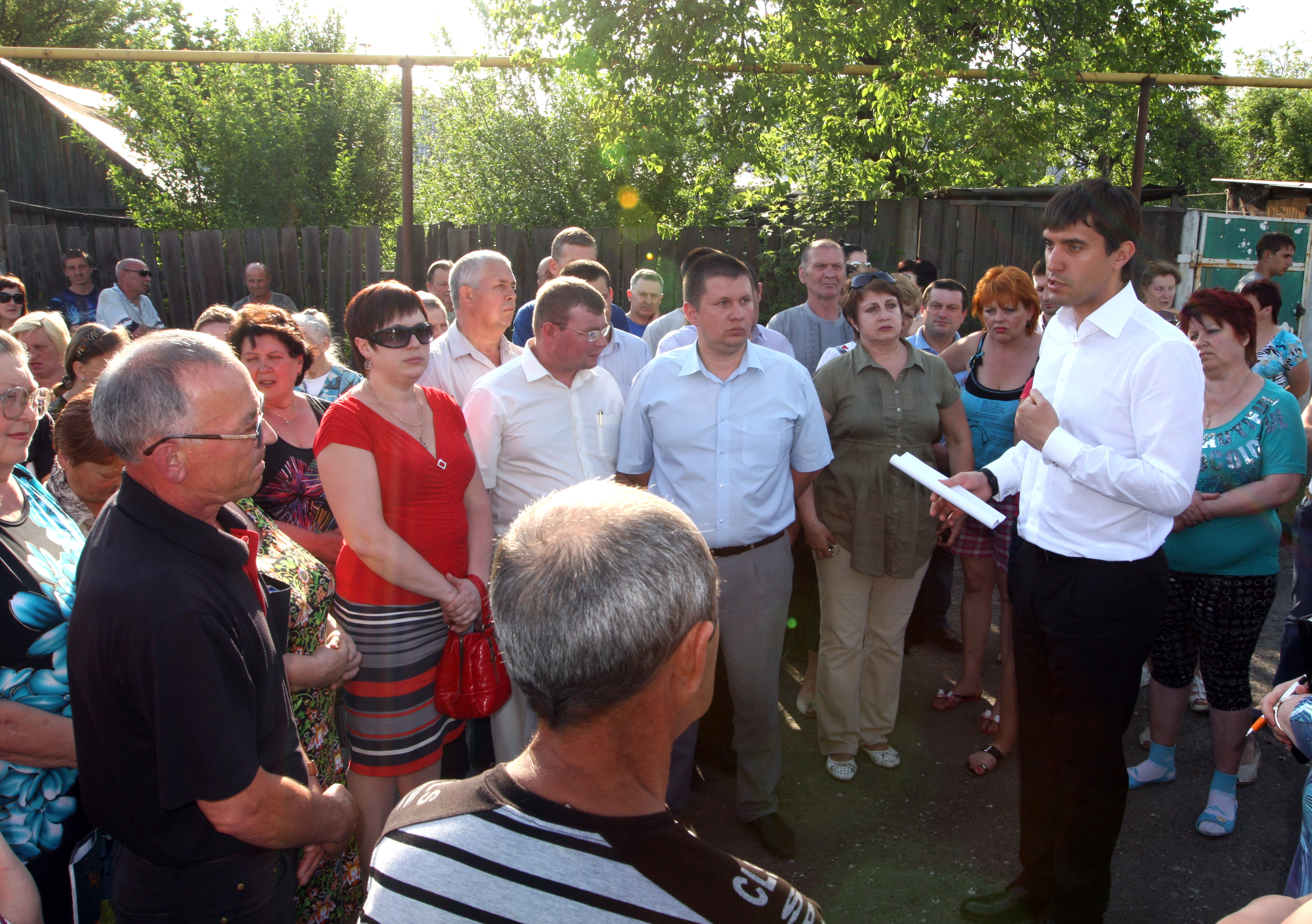
Встреча с избирателями

Стал известен благодаря высказываниям о второсортности украинского языка и выступлениях за один государственный язык в Украине — русский. Подобные заявления Левченко рассматривались обозревателями и политиками, даже членами Партии регионов, как провокационные и украинофобские.
Высказывание 21 февраля 2007 года на съезде Партии регионов:

Без всяких сомнений русский язык станет вторым государственным. Почему идёт такое сопротивление? Потому что противники русского языка прекрасно понимают, какие будут результаты. Украинский язык — язык фольклора. И с приданием статуса государственного русскому, необходимость говорить на украинском просто отпадёт. Это не язык науки. Он не умрёт, на нём будут писать песни, рассказывать анекдоты, он станет фольклорным. А русский язык — язык науки, язык цивилизации. В уме все переводят на русский. И он будет государственным, вопрос только времени. Самое смешное, что это все прекрасно понимают. Русский язык не вытеснит украинский — нечего вытеснять. Заметьте, какая слабая позиция у защитников украинского языка. Они выступают за единственный государственный украинский язык. А защитники русского не выступают за один русский. Они выступают за два. Потому что понимают, какой язык более востребованный.

Давайте будем реалистами. Второй государственный язык не более чем формальность. На Украине государственный язык должен быть один — русский. И так рано или поздно будет.

В 2012 году, после избрания народным депутатом Украины, извинился за свои слова перед теми, кого они могли обидеть. Интервью УНИАН 17.12.2012
Я хочу принести свои извинения за свои слова, о которых вы мне напомнили. Я прошу прощения у тех, кого обидел. Я никогда об этом не задумывался. Только сейчас подумал: как бы я отреагировал, если бы так сказали о русском языке? Я бы обиделся. Может быть, я повзрослел. Но я понимаю, как мог обидеть тех людей, которые любят все украинское так же, как я люблю русский язык. Я уважаю украинский язык, и уж точно люблю его больше, чем кто-то, кто живёт в Воркуте или Семипалатинске. Я искренне прошу прощения даже не словами, а сердцем перед теми из людей, которых я обидел. Я не взвесил силы этих слов, не рассчитал резонанса, но раз сказанное помнят, значит, оно сильно задело… Мои извинения не политические — они исключительно человеческие. Я задумался о человеческих чувствах, но не изменил позиции.
Перед началом эскалации конфликта в Донбассе инициировал проведение съезда депутатов всех уровней «Донбасс без оружия», на котором настаивал на мирном решении всех спорных вопросов:
Тем, кто призывает Донбасс выйти из состава Украины, я хочу ответить, что это все равно, что выброситься из окна 10-го этажа, если вас не устраивают услуги ЖЭКа. Выпрыгнуть из окна — это самый лёгкий и быстрый способ решить проблему. Но вопрос, что нас ждёт в конце этого падения?. Если нас не устраивают правила жизни в этом доме, мы должны остаться в доме под названием «Украина» и должны заставить навести там порядок, который будет устраивать каждого гражданина, каждого жителя Донецкой области.
22 июля 2014 года после голосования Верховной Рады за указ президента о частичной мобилизации, сделал заявление, в том числе сказал: «Сегодня мы поняли, что власть будет продолжать убивать украинцев». В ответ Левченко отключили микрофон, спикер парламента Турчинов призвал «пятую колонну, которая служит Путину» прекратить провокации. Вслед за этим завязалась драка и был поставлен вопрос «об удалении депутата Левченко из зала заседаний».

## Уголовное преследование
16 января 2015 года СБУ объявила Левченко в розыск, инкриминировав совершение преступления, предусмотренного частью 3 ст. 110 Уголовного кодекса Украины «Умышленные действия, совершенные с целью изменения границ территории или государственной границы Украины в нарушение порядка, установленного Конституцией Украины». В свою очередь Николай Левченко подал в суд на Наливайченко, главу СБУ, о защите чести и достоинства.

## Оценка деятельности
Высказывание Левченко о русском языке, как о втором государственном вызвало острые дискуссии, с его критикой выступили такие украинские политики, как Тарас Черновол и Анна Герман.
8 мая 2011 года, Ринат Ахметов на брифинге высказался о Левченко в фильме «Иной Челси»:
«Что я могу сказать в его (Левченко — ред.) адрес хорошее, то, что он был честным, какой есть, такой есть. За обман всегда стыдно, за честность — нет. А он был натуральным, откровенным, честным. Я думаю, что наверняка он где-то себя увидел хорошо, где-то он сам себе не понравился…Я в жизни люблю честных людей, понимаете. Он, по крайней мере, не снял какую-то квартиру и не показывал, что он плохо живёт, как есть, так есть. За честность я его уважаю. А на все остальные вопросы, я думаю, он сам лучше всего ответит».